# Callimetopus variolosus
Callimetopus variolosus är en skalbaggsart som först beskrevs av Schultze 1920.  Callimetopus variolosus ingår i släktet Callimetopus och familjen långhorningar.
Artens utbredningsområde är Filippinerna. Inga underarter finns listade.